# Diesel-Kreisprozess
Der Diesel-Kreisprozess (Gleichdruckprozess) ist der nach dem deutschen Ingenieur Rudolf Diesel benannte Vergleichsprozess, bei dem die Wärmezufuhr bei konstantem Druck (isobar) erfolgt. Dazu im Gegensatz steht der Otto-Kreisprozess (Gleichraumprozess) als Vergleichsprozess mit Wärmezufuhr bei konstantem Volumen (isochor). Beide Kreisprozesse eignen sich nicht zur Berechnung der thermodynamischen Verhältnisse in Verbrennungsmotoren. Für Kolbenmotoren muss der gemischte Kreisprozess angewandt werden.

## Prozessablauf
Der Vergleichsprozess besteht aus vier Zustandsänderungen eines idealen Gases. Der Gaswechselzyklus (isobares Ausstoßen und Ansaugen) ist nicht berücksichtigt. Die vier Prozessphasen sind:
- isentrope Kompression (1 → 2)
- isobare Wärmezufuhr (2 → 3) (deshalb Gleichdruckprozess!)
- isentrope Expansion (3 → 4)
- isochore Wärmeabfuhr (4 → 1)

| Zustandsdiagramm und Daten aus einem Berechnungsbeispiel | Zustandsdiagramm und Daten aus einem Berechnungsbeispiel |
| -------------------------------------------------------- | -------------------------------------------------------- |
|                                                          |                                                          |

Die vom Linienzug (1 → 2 → 3 → 4) umschlossene Fläche entspricht der spezifischen Arbeit.
Die vier Prozessschritte stellen sich wie folgt dar:
1. Verdichten der Ladung: Linienzug 1 → 2
2. Arbeiten (Verbrennung und Expansion): Linienzug 2 → 3
3. Arbeiten (Expansion ohne Wärmezufuhr): Linienzug 3 → 4
4. Ausstoßen der verbrannten Ladung: Linienzug 4 → 1

## Wirkungsgrad

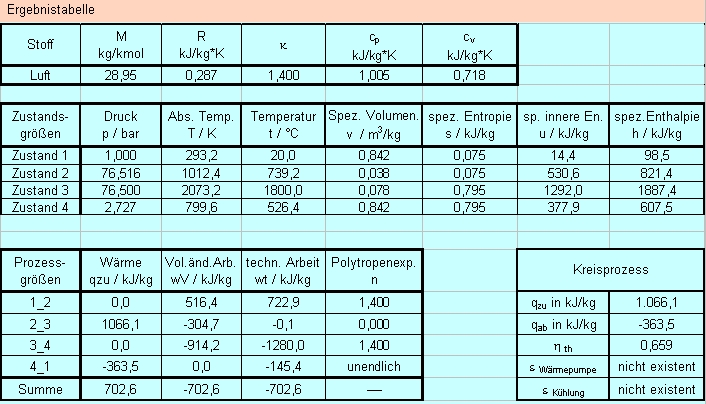
Zustands- und Prozessdaten

Der Wirkungsgrad des Dieselprozesses ist abhängig vom geometrischen Verdichtungsverhältnis {\displaystyle \varepsilon }, dem Volldruck- oder Gleichdruckverhältnis {\displaystyle \varphi }, welches wiederum von der zugeführten Wärmemenge abhängt (beim realen Motor ist dies das Einspritzverhältnis), und dem Isentropenkoeffizienten {\displaystyle \kappa }.
Vergleichsprozesse dienen lediglich der Verdeutlichung prinzipieller Abläufe und Zusammenhänge. So wird auch hier in der Regel mit Luft als Arbeitsmedium gerechnet, wobei vereinfachend – von der Realität weit entfernt – temperaturunabhängige Stoffeigenschaften (Wärmekapazität und Isentropenexponent) angenommen werden (ideales Gas).
Der thermische Wirkungsgrad des Dieselprozesses lässt sich dann folgendermaßen bestimmen:
{\displaystyle \eta _{th\,\mathrm {Diesel} }=1-{\frac {1}{\varepsilon ^{\kappa -1}}}\cdot {\frac {\varphi ^{\kappa }-1}{\kappa (\varphi -1)}}}
Der Term, der das Volldruckverhältnis enthält, ist > 1. Deshalb wäre bei gleichem Verdichtungsverhältnis der Wirkungsgrad gegenüber dem Gleichraumprozess geringer. Durch die Wärmezufuhr in der Expansionsphase wird jedoch die Druck- und Temperaturspitze geringer, weshalb bei gleicher thermischer Belastung ein größeres Verdichtungsverhältnis möglich wird und damit letztendlich ein größerer Wirkungsgrad des Gleichdruckprozesses.
{\displaystyle \varepsilon ={\frac {V_{1}}{V_{2}}}}; Verdichtungs- und Expansionsverhältnis. V2 ist das Kompressionsvolumen und V1 das Expansionsvolumen. Je höher das Expansionsverhältnis, desto höher der Wirkungsgrad.
{\displaystyle \varphi ={\frac {V_{3}}{V_{2}}}}; Volldruckverhältnis. V3 ist abhängig von der Energiezufuhr.
{\displaystyle \kappa ={\frac {C_{p}}{C_{V}}}}; Isentropenexponent.
{\displaystyle \ C_{p}}; Wärmekapazität bei konstantem Druck.
{\displaystyle \ C_{V}}; Wärmekapazität bei konstantem Volumen.

### Die Gleichungen für die Zustandsänderungen
{\displaystyle p_{2}=p_{1}\cdot \varepsilon ^{\kappa }}; Verdichtungsdruck. p1 ist der Anfangsdruck im Zylinder, z. B. 1 bar.
{\displaystyle T_{2}=T_{1}\cdot \varepsilon ^{\kappa -1}}; Verdichtungstemperatur. T1 ist die Anfangstemperatur im Zylinder vor dem Verdichten, z. B. 400 K (ca. 127 °C).
{\displaystyle T_{3}=T_{2}\cdot \varphi }; Höchsttemperatur nach der Gleichdruckverbrennung
{\displaystyle V_{3}=V_{2}\cdot \varphi }; Volumen nach der Gleichdruckverbrennung.
{\displaystyle p_{4}=p_{2}\cdot {\left({\frac {V_{3}}{V_{1}}}\right)}^{\kappa }}; Druck nach der Expansion

## Der reale Dieselmotor
Die Abweichung des Vergleichsprozesses vom realen Prozess ist nicht nur wegen der vereinfachten Annahmen sehr groß. Im realen Motor findet zum Teil auch Gleichraumverbrennung statt, so dass der Höchstdruck mindestens doppelt so hoch wie der Verdichtungsdruck ist. Deshalb ist ein besserer Vergleichsprozess (auch für Ottomotoren) der Seiliger-Kreisprozess mit einem Anteil Gleichraum- und einem anderen Anteil Gleichdruck-Wärmezufuhr. Der Gleichdruck-Anteil ist beim realen Dieselmotor aber höher, weshalb ein höheres Verdichtungsverhältnis mit einem höheren Enddruck bei gleicher thermischer Belastung des Materials möglich ist. Dadurch wird ein höherer Wirkungsgrad erzielt. Die Vergleichsprozesse berücksichtigen auch nicht die dissipativen Vorgänge, wie Reibung und Wärmeabgabe durch Zylinderkühlung, so dass die Berechnung – wie im Beispiel – weitaus höhere Wirkungsgrade ergibt als tatsächlich erreichbar. Erreichbar sind heute Wirkungsgrade von ca. 42 % bei Personenkraftwagen, 50 % bei Lastkraftwagen und 50 % bei Schiffsdieseln. Die geringere Leistungsdichte (Literleistung) gegenüber dem Ottomotor hat die Ursache im größeren Verbrennungsluftverhältnis.